# Dumbrăvița, Timiș
Dumbrăvița este o comună în județul Timiș, Banat, România, formată numai din satul de reședință cu același nume. arcanum. Potrivit unui studiu de specialitate elaborat în 2013 de Consiliul Consultativ pentru Regionalizare, comuna Dumbrăvița este cea mai dezvoltată și bogată localitate din România.
Datorită dezvoltării fulminante din ultimii ani localitatea s-a alipit teritorial de Municipiul Timișoara.

## Istorie
Prima atestare documentară a Dumbrăviței datează din 1891, anul în care localitatea a fost înființată. Întemeierea ei s-a făcut de către guvernul maghiar, care a dispus defrișarea unei suprafețe din pădurea care înconjura Timișoara, pentru a integra noua localitate. Alte atestări au existat și în monografia lui Bodor Antal din 1907, în ziarul local al orașului Szentes din perioada 1889 septembrie-1890 aprilie și documente aflate în arhiva județeană Csongrad (Ungaria). In cadrul recensamântului unguresc din 1900 comuna apare cu denumirea Vadaszerdo, iar nu Ujszentes, cum apare doar în recensământul din 1910. ”Vadaszerdo” este traducerea din limba germană în cea ungară, a cuvântului compus ”Jagdwald”, care însemna ”pădurea de vânătoare”, actuala Pădure Verde, folosită de contele Claudius Florimund Mercy, guvernator austriac al Banatului, după cucerirea provinciei de către Habsburgi.
La 1897 a fost construită, cu banii statului, biserica reformată. Recensământul din 1900 înregistrează 46 de locuitori cu limba maternă română în localitate. Românii au început să se așeze la Dumbrăvița în număr mai mare după unirea Banatului cu România. Astfel, în 1921-1922 s-au așezat la Dumbrăvița câteva familii originare din Rusikoselo și Toracul Mare, din Banatul sârbesc și alte câteva din Comloșu Mare. La 1927 au fost împroprietărite alte 42 de familii de români. În același an a fost înființată parohia ortodoxă.
În aprilie 1941 numele localității a fost schimbat din Uisenteș în numele actual, „Dumbrăvița”. Localitatea a beneficiat de fenomenul de exurbanizare, prin care populația din Timișoara s-a așezat aici. Procesul s-a intensificat după anul 2000, fiind la baza unei creșteri urbanistice exponențiale. Astfel, în mai puțin de 10 ani, numărul de locuitori a crescut o dată și jumătate, cu perspective ulterioare de creștere.

## Cadrul fizio-geografic
Localitatea Dumbrăvița este așezată într-o zonă de câmpie, cu altitudini în medie de 95,0 m.
Terenul este constituit din materiale foarte diverse: argile, prafuri, nisipuri, pietrișuri, loessuri, piemontane, depozite loessiare provenite din măcinarea dealurilor piemontane estice spălate de ape. Principalele tipuri de sol întâlnite sunt: brun roșcat de pădure, cernoziom, argiluvisoluri, favorizând agricultura intensivă.
Apa freatică este prezentă în straturile nisipoase și în cele argiloase de grosime mai mare. Pâraiele Behela și Beregsău sunt  cursurile de apă de suprafață ce curg pe teritoriul comunei.
Studiile geotehnice efectuate au etalat următoarele condiții de fundare:
- teren bun de fundare h min-1,5 m;
- presiunea admisă p.a.-1,5 kgf/cm pătrați;
- apa freatică are nivelul între 2,9-3,0 m.

#### Fauna
Fauna spontană este reprezentată de exemplare de importanță cinegetică : iepurele sălbatic, porcul mistreț, vulpea, șoarecele de câmp, hârciogul și de păsări ca: prepelița, fazanul.
Vegetația este specifică zonei de stepă. Dintre ierburi întâlnim: spinul vântului, colilia, iar dintre arbuști: măceșul, porumbarul, dar și exemplare rare cum ar fi păpucul doamnei, stânjenelul, căpșunica, șerparița ș.a.

## Clima
Clima este continental moderată de tranziție, cu influențe mediteraneene.
Temperaturile medii anuale sunt de 10-11 grade celsius. Temperaturile medii anuale în ianuarie sunt de –1 grad celsius și în iulie de 22-25 grade.
Cantitatea de precipitații multianuale este de 600 mm. Perioada martie-septembrie prezintă umiditate atmosferi scăzută, valorile variind între 62 % (iulie)-66,6%(aprilie). Zilele cu soare reprezintă cca 75% din totalul zilelor.
Vântul de nord are frecvența cea mai ridicată, urmat de vântul de nord - est.
Iernile blânde, fără viscole și verile calde avatajează zona, oferind condiții optime pentru agricultura timpurie.

## Populație
Componența etnică a comunei Dumbrăvița
     Români (70,03%)
     Maghiari (4,56%)
     Alte etnii (2,56%)
     Necunoscută (22,85%)
Componența confesională a comunei Dumbrăvița
     Ortodocși (57,53%)
     Romano-catolici (6,1%)
     Reformați (2,14%)
     Penticostali (1,68%)
     Baptiști (1,63%)
     Fără religie (1,22%)
     Atei (1,08%)
     Alte religii (3,06%)
     Necunoscută (25,56%)
Conform recensământului efectuat în 2021, populația comunei Dumbrăvița se ridică la 20.014 locuitori, în creștere față de recensământul anterior din 2011, când fuseseră înregistrați 7.522 de locuitori. Majoritatea locuitorilor sunt români (70,03%), cu o minoritate de maghiari (4,56%), iar pentru 22,85% nu se cunoaște apartenența etnică. Din punct de vedere confesional, majoritatea locuitorilor sunt ortodocși (57,53%), cu minorități de romano-catolici (6,1%), reformați (2,14%), penticostali (1,68%), baptiști (1,63%), fără religie (1,22%) și atei (1,08%), iar pentru 25,56% nu se cunoaște apartenența confesională. Numeroși indicatori   arată faptul că localitatea a depășit recent 10.000 de locuitori, ceea ce face ca statisticile să fie relative.
Evoluția populației din Dumbrăvița, pe recensăminte și pe structură etnică.

## Politică și administrație
Comuna Dumbrăvița este administrată de un primar și un consiliu local compus din 19 consilieri. Primarul, Horia-Grigore Bugarin[*], de la Alianța Dreapta Unită, este în funcție din octombrie 2020. Începând cu alegerile locale din 2024, consiliul local are următoarea componență pe partide politice:
|  | Partid                                  | Consilieri | Componența Consiliului | Componența Consiliului | Componența Consiliului | Componența Consiliului | Componența Consiliului | Componența Consiliului | Componența Consiliului |
|  | --------------------------------------- | ---------- | ---------------------- | ---------------------- | ---------------------- | ---------------------- | ---------------------- | ---------------------- | ---------------------- |
|  | Alianța Dreapta Unită                   | 7          |                        |                        |                        |                        |                        |                        |                        |
|  | Partidul Social Democrat                | 5          |                        |                        |                        |                        |                        |                        |                        |
|  | Partidul Național Liberal               | 3          |                        |                        |                        |                        |                        |                        |                        |
|  | Reînnoim Proiectul European al României | 2          |                        |                        |                        |                        |                        |                        |                        |
|  | Alianța pentru Unirea Românilor         | 1          |                        |                        |                        |                        |                        |                        |                        |
|  | Uniunea Democrată Maghiară din România  | 1          |                        |                        |                        |                        |                        |                        |                        |

## Politică (evoluție istorică)

### 2016
Primarul este Victor Malac de la Partidul Social Democrat, în funcție din 2012. Consiliul Local este constituit din 15 consilieri, împărțiți astfel:
|  | Partid                                       | Consilieri | Componența Consiliului | Componența Consiliului | Componența Consiliului | Componența Consiliului | Componența Consiliului | Componența Consiliului |
|  | -------------------------------------------- | ---------- | ---------------------- | ---------------------- | ---------------------- | ---------------------- | ---------------------- | ---------------------- |
|  | Partidul Social Democrat                     | 5          |                        |                        |                        |                        |                        |                        |
|  | Partidul Național Liberal                    | 4          |                        |                        |                        |                        |                        |                        |
|  | Uniunea Democrată Maghiară din România       | 3          |                        |                        |                        |                        |                        |                        |
|  | Partidul Alianța Liberalilor și Democraților | 1          |                        |                        |                        |                        |                        |                        |
|  | Partidul Mișcarea Populară                   | 1          |                        |                        |                        |                        |                        |                        |
|  | Independent                                  | 1          |                        |                        |                        |                        |                        |                        |

### 2012
Primarul este Victor Malac de la Uniunea Social-Liberală, în funcție din 2012. Consiliul Local este constituit din 15 consilieri, împărțiți astfel:
|  | Partid                                      | Consilieri | Componența Consiliului | Componența Consiliului | Componența Consiliului | Componența Consiliului | Componența Consiliului | Componența Consiliului | Componența Consiliului | Componența Consiliului |
|  | ------------------------------------------- | ---------- | ---------------------- | ---------------------- | ---------------------- | ---------------------- | ---------------------- | ---------------------- | ---------------------- | ---------------------- |
|  | Uniunea Social-Liberală                     | 8          |                        |                        |                        |                        |                        |                        |                        |                        |
|  | Uniunea Democrată Maghiară din România      | 4          |                        |                        |                        |                        |                        |                        |                        |                        |
|  | Partidul Democrat Liberal                   | 2          |                        |                        |                        |                        |                        |                        |                        |                        |
|  | Partidul Național Țărănesc Creștin Democrat | 1          |                        |                        |                        |                        |                        |                        |                        |                        |

### 2008
Primarul este Szilagyi Geza de la Uniunea Democrată Maghiară din România, este în funcție din 1996. Consiliul Local este constituit din 13 consilieri, împărțiți astfel:
|  | Partid                                 | Consilieri | Componența Consiliului | Componența Consiliului | Componența Consiliului | Componența Consiliului | Componența Consiliului | Componența Consiliului |
|  | -------------------------------------- | ---------- | ---------------------- | ---------------------- | ---------------------- | ---------------------- | ---------------------- | ---------------------- |
|  | Uniunea Democrată Maghiară din România | 6          |                        |                        |                        |                        |                        |                        |
|  | Partidul Social Democrat               | 3          |                        |                        |                        |                        |                        |                        |
|  | Partidul Democrat Liberal              | 3          |                        |                        |                        |                        |                        |                        |
|  | Alianța pentru Timiș                   | 1          |                        |                        |                        |                        |                        |                        |

### 2004
Primarul este Szilagyi Geza de la Uniunea Democrată Maghiară din România, este în funcție din 1996. Consiliul Local compus din 11 consilieri, împărțiți astfel:
|  | Partid                                      | Consilieri | Componența Consiliului | Componența Consiliului | Componența Consiliului | Componența Consiliului | Componența Consiliului | Componența Consiliului |
|  | ------------------------------------------- | ---------- | ---------------------- | ---------------------- | ---------------------- | ---------------------- | ---------------------- | ---------------------- |
|  | Uniunea Democrată Maghiară din România      | 6          |                        |                        |                        |                        |                        |                        |
|  | Alianța Dreptate și Adevăr (1 PD și 1 PNL)  | 2          |                        |                        |                        |                        |                        |                        |
|  | Partidul Social Democrat                    | 1          |                        |                        |                        |                        |                        |                        |
|  | Partidul Național Țărănesc Creștin Democrat | 1          |                        |                        |                        |                        |                        |                        |
|  | Independent                                 | 1          |                        |                        |                        |                        |                        |                        |

### 2000
Primarul este Szilagyi Geza de la Uniunea Democrată Maghiară din România, este în funcție din 1996. Consiliul Local compus din 11 consilieri, împărțiți astfel:
|  | Partid                                   | Consilieri | Componența Consiliului | Componența Consiliului | Componența Consiliului | Componența Consiliului | Componența Consiliului | Componența Consiliului |
|  | ---------------------------------------- | ---------- | ---------------------- | ---------------------- | ---------------------- | ---------------------- | ---------------------- | ---------------------- |
|  | Uniunea Democrată Maghiară din România   | 6          |                        |                        |                        |                        |                        |                        |
|  | Alianța pentru România                   | 2          |                        |                        |                        |                        |                        |                        |
|  | Partidul Democrației Sociale din România | 1          |                        |                        |                        |                        |                        |                        |
|  | Partidul Democrat                        | 1          |                        |                        |                        |                        |                        |                        |
|  | Partidul Pensionarilor din România       | 1          |                        |                        |                        |                        |                        |                        |

### 1996
Primarul este Szilagyi Geza de la Uniunea Democrată Maghiară din România, este în funcție din 1996. Consiliul Local compus din 11 consilieri, împărțiți astfel:
|  | Partid                                 | Consilieri | Componența Consiliului | Componența Consiliului | Componența Consiliului | Componența Consiliului | Componența Consiliului | Componența Consiliului |
|  | -------------------------------------- | ---------- | ---------------------- | ---------------------- | ---------------------- | ---------------------- | ---------------------- | ---------------------- |
|  | Uniunea Democrată Maghiară din România | 6          |                        |                        |                        |                        |                        |                        |
|  | Partidul Liberal ’93                   | 1          |                        |                        |                        |                        |                        |                        |
|  | Convenția Democrată Română             | 1          |                        |                        |                        |                        |                        |                        |
|  | Uniunea Social-Democrată               | 1          |                        |                        |                        |                        |                        |                        |
|  | Partidul Alianța Civică                | 1          |                        |                        |                        |                        |                        |                        |
|  | Partidul Pensionarilor din România     | 1          |                        |                        |                        |                        |                        |                        |

## Personalități
- Ștefan Dobay (1909-1994), fotbalist
- Ramona Vița (n. 1969, Oradea), cântăreață

## Cultura
Instituții culturale
- Căminul Cultural Dumbrăvița
- Biblioteca Dumbrăvița
Lăcașe de cult
- Biserica Sfântul Vasile cel Mare
- Biserica reformată Dumbrăvița (1897-1901)
- Biserica romano-catolică Dumbrăvița (1979)[11]
- Biserica penticostală Dumbrăvița (1987)
- Biserica Ortodoxă Română Dumbrăvița (parohie din 1927, biserică 2005)

Monumente
- Monumentul eroilor din Primul și Al Doilea Război Mondial

Alte manifestări cultural-religioase
- Ruga ortodoxă (de Rusalii)
- Ruga catolică (prima duminică din octombrie)
- Zilele Dumbrăviței (septembrie)

## Invățământ
Instituții școlare
- Școala cu clasele I-VIII Dumbrăvița
- Grădinița cu program normal și prelungit Dumbrăvița

## Sănătate
Instituții sanitare:
- Dispensarul medical Dumbrăvița
- Cabinete stomatologice: Dumbrăvița (șase)
- Farmacii: (cinci)
- Farmacii sanitar-veterinare: (două).